# العلاقات البيروية الفلسطينية
العلاقات البيروفية الفلسطينية هي العلاقات الدولية بين بيرو ودولة فلسطين. اعترفت بيرو بفلسطين كدولة ذات سيادة في 24 يناير 2011. كلا البلدين أعضاء في حركة عدم الانحياز. فلسطين لديها سفارة في ليما.
في عام 2014، قام الرئيس أولانتا هومالا بزيارة فلسطين والتقى بالرئيس محمود عباس ووضع إكليل من الزهور على ضريح ياسر عرفات.
في 28 مارس 2014، صادق الرئيس الفلسطيني محمود عباس على اتفاقية حول إلغاء التأشيرات لجوازات السفر الدبلوماسية والخاصة الموقعة بين دولة فلسطين وجمهورية البيرو في 20 مارس 2012.